# In the Name of the King 3 - L'ultima missione
In the Name of the King 3 - L'ultima missione (In the Name of the King 3: The Last Mission) è un film del 2014 diretto da Uwe Boll.
Pellicola direct-to-video canadese-statunitense, terza di una serie basata sul videogioco Dungeon Siege; gli altri due precedenti film sono In the Name of the King (2007) e In the Name of the King 2: Two Worlds (2011).